# Dasychira angiana
Dasychira angiana är en fjärilsart som beskrevs av James John Joicey 1916. Dasychira angiana ingår i släktet Dasychira och familjen tofsspinnare. Inga underarter finns listade i Catalogue of Life.